# Oleksij Haj
Oleksij Anatolijovyč Haj (in ucraino Олексій Анатолійович Гай?; Zaporižžja, 6 novembre 1982) è un allenatore di calcio ed ex calciatore ucraino, di ruolo centrocampista.

## Palmarès

### Club

#### Competizioni nazionali
- Campionato ucraino: 6

Shakhtar: 2001-2002, 2007-2008, 2009-2010, 2010-2011, 2011-2012, 2012-2013
- Coppa d'Ucraina: 6

Shakhtar: 2001-2002, 2003-2004, 2007-2008, 2010-2011, 2011-2012, 2012-2013
- Supercoppa d'Ucraina: 3

Shakhtar: 2008, 2010, 2012

#### Competizioni continentali
- Coppa UEFA: 1

Shakhtar: 2008-2009